# Rakaka
Rakaka var en svensk webbplats som ägnade sig åt rapportering om professionellt datorspelande, även kallat elektronisk sport eller e-sport. Webbplatsen specialiserade sig i en sensationalistisk rapportering där tilltalet och nyhetsvärderingen låg kvällstidningsjournalistiken nära. De använde ofta en löpsedel för att exponera nyheter med stora bilder och iögonfallande rubriker. Chefredaktör var Jonas Dahl som under 2012 efterträddes av Patrik Lindholm.

## Historia
Webbplatsen grundades och lanserades sent 2006 av före detta NOOB Magazine-chefredaktören Tomas "greykarn" Hermansson och Fredrik "ponderosa" Nyström. Målet var enligt Hermansson att inte fokusera på enskilda spel utan att samla alla esportfantaster, konsolspelare som datorspelare och ge dem en identitet.
Under november 2009 rapporterade man om besökarrekord. Enligt Hermansson hade webbplatsen besökts av över 100 000 unika besökare under månaden.
I februari 2010 lanserade man version två av hemsidan, som enligt redaktionen innebar smärre förändringar för besökarna utan istället effektiviserade arbetet för skribenter och bloggare på sidan.
Rakaka tog paus på obestämd tid i augusti 2013, och sajten har inte uppdaterats sedan dess.

## Livereportage
Rakaka var kända för sina reportage på evenemang runtom och utanför Sverige. Enligt redaktionen var mobilkameror, informalitet och en överlag avslappnad stil det som karaktäriserade Rakaka och som skiljde webbplatsen från dess svenska och utländska branschkollegor. Under evenemang använde de ofta olika streamtjänster för att sända ut direktsändningar som kan nås på webbplatsen. På DreamHack Winter 2009 tog Rakaka hand om en del av DreamArena, en fyra dagar lång liveshow som visades för både publik på plats och tittare över internet.

## Ryktespublicering
Till skillnad från den enda svenska konkurrenten Fragbite valde Rakaka att även publicera information som inte bekräftats officiellt av inblandade parter. I augusti 2009 publicerade man en nyhet och påstod sig ha kommit över information som pekade på att spelarna Marcus ”zet” Sundström och Jim ”zneel” Andersson skulle få sparken från den tyska organisationen SK Gaming. När informationen senare visade sig stämma berättade Andersson i en intervju att han inte visste om att han skulle få sparken innan han läste det publicerade ryktet på Rakaka.